# Serghei Tarnovschi
Serghei Tarnovschi (ukránul: Сергій Тарновский, Szerhij Tarnovszkij; Lviv, 1997. június 24. –) ifjúsági olimpiai és világbajnok, felnőtt világbajnoki bronzérmes és Európa-bajnoki ezüstérmes ukrán születésű moldáv kenus.

## Élete
Bátyjával, Oleggel – aki szintén kenus – 2013-ban vették fel a moldáv állampolgárságot. 2014-ben Nankingban – 17 évesen – a II. nyári ifjúsági olimpiai játékok fiú kenu egyes (sprint) versenyszámának döntőjében elsőként ért célba, megszerezve ezzel Moldova történetének első ifjúsági olimpiai aranyérmét.
A 2015-ös milánói gyorsasági kajak-kenu világbajnokságon bronzérmet szerzett C-1 1000 méteren, és ezzel – csakúgy mint bátyja C-1 500 méteren – kvalifikálta magát a 2016-os riói olimpiára. 19 év elteltével személyében Moldova ismét képviseltethette magát olimpián kajak-kenu sportágban.
Az olimpián egyes 1000 méteren bronzérmet szerzett. Néhány nappal később nyilvánosságra hozták, hogy egy, az olimpia előtt elvégzett doppingtesztjének pozitív eredménye lett. A doppingvétség miatt négyéves eltiltást kapott és minden 2016. június 8. utáni eredményét – így az olimpiai harmadik helyét is – törölték.